# Damn Yankees (Musical)

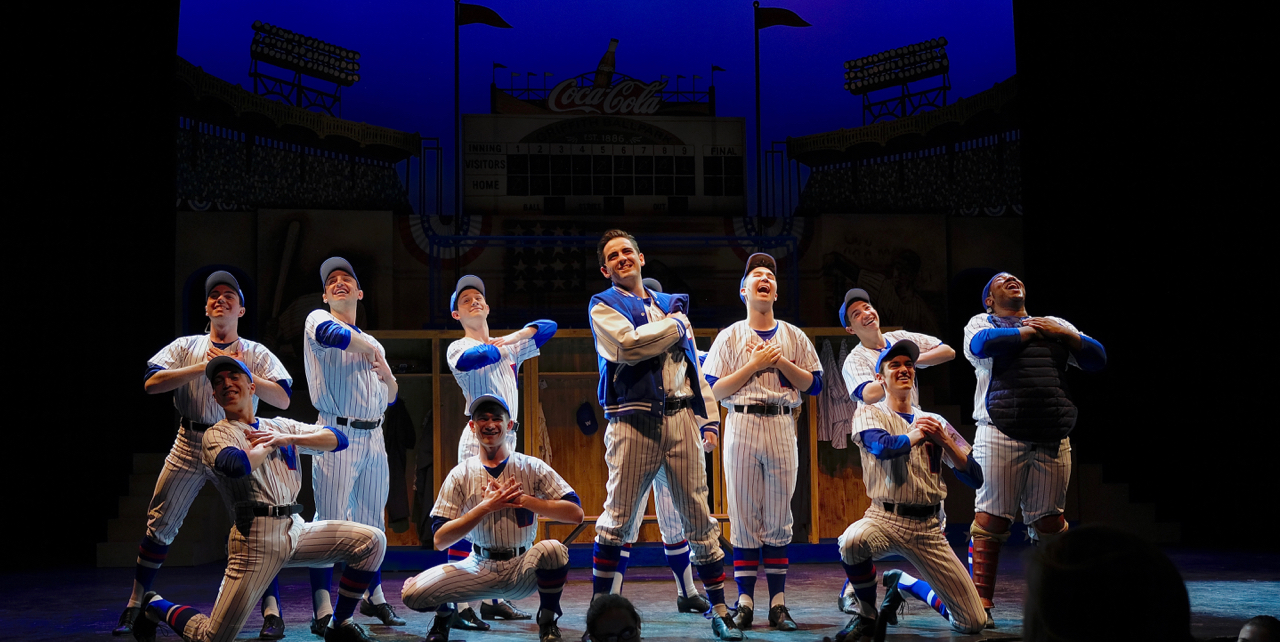
Aufführung von Damn Yankees 2017

Damn Yankees (zu deutsch „Verdammte Yankees“, jedoch lautet der deutsche Titel „Fußballfieber“) ist ein Musical in zwei Akten von Richard Adler und Jerry Ross. Die beiden schrieben nicht nur die Musik, sondern auch die Gesangstexte. Ansonsten stammt das Libretto von George Abbott und Douglas Wallop. Letzterer ist auch der Autor des Romans „The Year the Yankees Lost the Pennant“, auf dem das Libretto basiert. Der Roman wiederum behandelt eine moderne Form der Faustsage. Das Musical erlebte seine Uraufführung am 5. Mai 1955 am 46th Street Theatre in New York City. Im deutschsprachigen Raum kam das Stück zum ersten Mal im Stadttheater Oberhausen auf die Bühne. Franklin Fanning hatte die Übersetzung besorgt und zugleich das Musical für deutsche Verhältnisse bearbeitet.

## Vorbemerkung
In dem Musical geht es um die in den USA sehr populäre Sportart Baseball. Wird das Stück im deutschen Sprachraum auf die Bühne gebracht, wird „Baseball“ in der Regel durch „Fußball“ ersetzt und die Handlung an den Ort der Aufführung verlegt. Die Clubs tragen dann Namen, die dem Publikum vertraut sind, so beispielsweise bei der deutschsprachigen Erstaufführung „Rot-Weiß Oberhausen“. Konsequenterweise tragen dann auch die handelnden Personen überwiegend deutsche Namen.

## Handlung

### Erster Akt
Joe Boyds ganze Leidenschaft gehört dem Baseballclub „Washington Senators“. Gerade hat er wieder einmal im Fernsehen seine Mannschaft gegen die „New York Yankees“ verlieren sehen, was er mit dem Fluch „Verdammte Yankees“ quittiert. Seine Frau Meg ist gerade zu Bett gegangen, da bekommt er unerwarteten Besuch vom Teufel in der Gestalt des Geschäftsmannes Mr. Applegate. Der bietet ihm einen Pakt an: Er werde ihn in einen 22-jährigen genial begabten Baseballspieler namens Joe Hardy verwandeln, der seine geliebte Mannschaft zur Meisterschaft führe. Im Gegenzug müsse Joe ihm seine Seele verschreiben. Joe akzeptiert, bedingt sich aber aus, dass der Kontrakt dann nicht gälte, wenn er sich vor dem entscheidenden Spiel im September dazu entschlösse, an diesem nicht zu spielen. 
Mr. Applegate selbst führt seinen Schützling zu den „Senators“. Er gibt sich als Reporter einer Hannibaler Tageszeitung aus, der von den Sorgen der „Senators“ erfahren habe. Weil er ein großer Fan von ihnen sei, wolle er sie von ihren Nöten befreien. Er preist Joe als vielversprechendes Talent an, und nachdem dieser eine kurze Probe seines Könnens abgeliefert hat, wird er gleich in die Mannschaft aufgenommen.
Ein paar Wochen später hat Joe es satt, stets im Hotel zu übernachten. Weil seine Frau Meg einen Untermieter sucht, bewirbt er sich mit Erfolg um das Zimmer. Mr. Applegate befürchtet, sein Schützling könne ihm untreu werden. Also befiehlt er seiner Assistentin Lola, den jungen Mann mit all ihren Reizen zu umgarnen. Lola wirft sich auch tüchtig ins Zeug, den Spieler zu verführen, aber leider bleibt ihr der Erfolg versagt. 
Die Saison neigt sich dem Ende zu. Sie ist bisher für die „Senators“ gut gelaufen. Sollten sie das anstehende zweitletzte Spiel gewinnen, wären sie am Ziel ihrer Träume. Da platzt die Journalistin Gloria Thorpe mit der Nachricht herein, ihre Recherchen hätten ergeben, dass Joe ein Spieler aus der mexikanischen Liga sei, der wegen unlauterer Machenschaften lebenslang gesperrt worden und deshalb unter falschem Namen in die amerikanische Liga eingeschmuggelt worden sei. Im Trubel der Vorsiegesfreude fallen ihre Worte jedoch auf keinen fruchtbaren Boden. Da wendet sie sich an eine höhere Instanz und erreicht, dass Joe vor ein Schiedsgericht geladen wird.

### Zweiter Akt
Das Team bereitet sich auf das zweitletzte Spiel vor. Trainer Van Buren ist sauer, weil sein Hauptleistungsträger fehlt. Trotzdem motiviert er seine Jungs nach Kräften. Aber alle Mühe ist umsonst; das Spiel geht verloren. Dafür ist Joe Hardy das Glück hold. Gloria Thorpe kann nicht beweisen, dass dieser mit dem gesperrten Spieler identisch ist. Das gegen ihn eingeleitete Verfahren endet folglich mit einem Freispruch. Joes Freude wird jedoch jäh getrübt, als er erfährt, dass seine „Senators“ das Spiel verloren haben. Trost findet er bei seiner Vermieterin. Sie bringt ihm so viel Verständnis entgegen, dass er plötzlich wünscht, wieder der alte Joe Boyd zu sein. Über Lola lässt er Mr. Applegate ausrichten, er wolle noch vor dem Spiel zurückverwandelt werden.
Lola ist über Joes Begehren keineswegs glücklich. Sie hat sich unsterblich in den Spieler verliebt und hofft, wenigstens eine Liebesnacht mit ihm zu verbringen. Kaum hat sie ihrem Chef die Nachricht überbracht, gibt sie diesem ein Schlafmittel in seinen Schlummertrunk und sorgt so dafür, dass er am Tag des Finalspiels nicht rechtzeitig zur Stelle sein kann, um an Joe Hardy die Metamorphose zu Joe Boyd zu vollziehen. Diesem bleibt deshalb nichts Anderes übrig, als auf dem Platz seine Mannschaft gegen die „Yankees“ zu unterstützen. Und siehe da, das Wunder geschieht: Die „Senators“ werden zum ersten Mal Meister.
Eigentlich müsste Joes Seele nun dem Teufel gehören. Weil aber bei Joes letztem Einsatz nicht alles mit rechten Dingen zugegangen ist, darf er wieder seine alte Gestalt annehmen und mit seiner Frau Meg glücklich sein.

## Musikalische Nummern

### Im ersten Akt
- Ouvertüre (Orchester)
- Six Month Out Of Every Year – Fußball steht mir bis zum Halse (Meg und Joe)
- Goodbye, Old Girl – Leb wohl, mein Schatz (Joe)
- Heart – Mut (Van Buren und seine Mannschaft)
- Shoeless Joe From Hannibal Mo – Barfuß-Joe aus Itzehoe (Gloria, Joe und die Senators)
- A Man Doesn’t Know – Ein Mann muss erst etwas verlieren (Joe)
- A little Brains – Intelligenz, dazu Begabung (Lola)
- Whatever Lola Wants – Was immer Lola will (Lola)
- Who’s Got The Pain? – Wo tut es weh? (Lola und die Tänzer)

### Im zweiten Akt
- Zwischenaktmusik (Orchester)
- The Game – Das Spiel (Rocky, Smoky, Vernon, Henry und die anderen Teammitglieder)
- Near To You – Nah bei dir (Meg und Joe)
- Those Were The Good Old Days – Die gute alte Zeit (Mr. Applegate)
- Two Lost Souls – Du und ich (Joe und Lola)
- Finale

## Verfilmung
1958 erschien die gleichnamige Verfilmung unter Regie von George Abbott und Stanley Donen. Ein Großteil der ursprünglichen Broadway-Besetzung, darunter die hierfür mit dem Tony Award ausgezeichneten Gwen Verdon und Ray Walston, spielen im Film ihre Rollen erneut.